# Pseudocrenilabrus multicolor
Pseudocrenilabrus multicolor és una espècie de peix de la família dels cíclids i de l'ordre dels perciformes present als llacs Albert, Victòria, Kyoga, George i Nabugabo (Àfrica).

## Enllaços externs

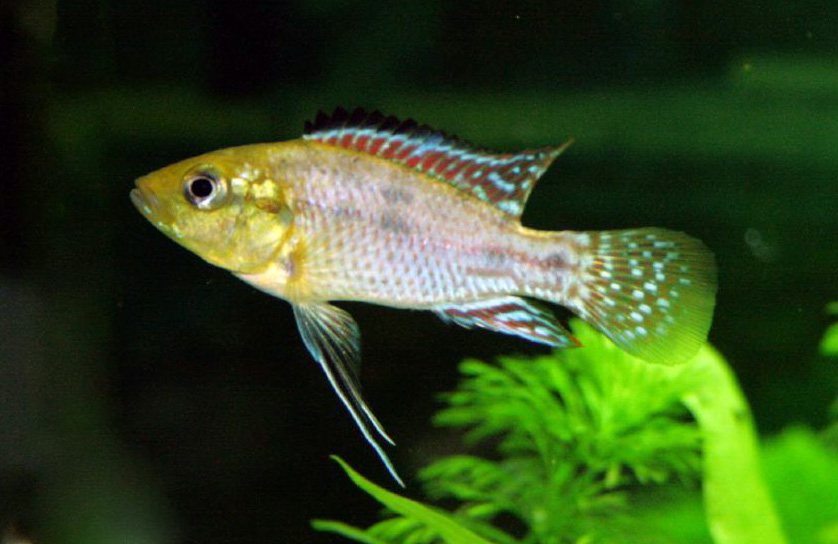
Mascle